# Ragga Gröndal
Ragnheiður Gröndal, detta Ragga (Reykjavík, 15 dicembre 1984), è una cantante islandese.

## Biografia
Ragga Gröndal è salita al grande pubblico nel 2004 grazie al secondo album in studio Vetrarljóð, che all'Íslensku tónlistarverðlaunin, il principale riconoscimento musicale dell'Islanda, le ha permesso di vincere due premi, ai quali si aggiungono le due statuette ricavate nell'anno precedente, su tre nomination ricevute. Sempre nel 2004 ha conseguito la sua prima numero uno nella Tónlistinn con Ást.
Þjóðlög, uscito nel 2006, è figurato nella classifica degli album più venduti del 2009 in suolo islandese secondo la Félag Hljómplötuframleiðenda, così come Tregagás. Ha inoltre preso parte alla sezione nazionale per decretare il rappresentante dell'Islanda all'Eurovision Song Contest, divenendo finalista.
Qualche anno più tardi è stata candidata nuovamente nell'ambito dell'Íslensku tónlistarverðlaunin, nella categoria di artista femminile dell'anno.

## Discografia

### Album in studio
- 2003 – Ragnheiður Gröndal
- 2004 – Vetrarljóð
- 2005 – After the Rain
- 2006 – Þjóðlög
- 2008 – Bella & Her Black Coffee
- 2009 – Tregagás
- 2011 – Astrocat Lullaby
- 2011 – Manstu gamla daga (con Eivør)
- 2014 – Svefnljóð
- 2019 – Töfrabörn

### Singoli
- 2012 – Það styttir alltaf upp (con Hljómskálinn)
- 2014 – Svefnljóð
- 2016 – Yoanna
- 2018 – Jörðin mín
- 2019 – Frost (feat. Pálmi Gunnarsson)
- 2019 – Jólakötturinn (feat. Stórsveit Reykjavíkur)
- 2020 – Guðs son fæddur er
- 2021 – Svar (con Guðmundur Pétursson)
- 2021 – Jólin með þér